# (9713) Океакс
(9713) Океакс (лат. Oceax, др.-греч. Ὠκεαξ) — типичный троянский астероид Юпитера, движущийся в точке Лагранжа L4, в 60° впереди планеты. Астероид был открыт 19 сентября 1973 года американскими астрономами К. Й. ван Хаутеном, И. ван Хаутен-Груневельд и Томом Герельсом в Паломарской обсерватории и назван в честь Терсандра, персонажа древнегреческой мифологии.

Орбита астероида Океакс и его положение в Солнечной системе